# 丹增尊珠
丹增尊珠（英語：Tenzin Tsundue，1974年或1975年—），另音譯為丹真宗智，是一位在印度出生、長大的藏族詩人及作家，並致力促進西藏獨立。

## 生平簡介
丹增尊珠，1970年代出生於印度北部馬納里（Manali），父母親為修路工人。
1997年3月4日，甫自大學畢業的丹增尊珠由拉達克（Ladakh）出發，獨自一人展開徒步回西藏的旅程，四天後遭中共逮捕，入獄二個多月才被驅逐出境。
1998年於印度孟買大學（Mumbai University）攻讀碩士學位期間，開始認真從事寫作。
1999年加入「西藏之友」（Friends of Tibet），擔任該組織秘書長（General Secretary）一職至今。
2001年2月19日，散文《My Kind of Exile》榮獲印度 Outlook-Picador 非小說類文學獎第一名。
2002年1月16日，趁中國總理朱鎔基訪問印度時，攀爬朱鎔基下榻的飯店大樓，在14樓外牆上懸掛標有「Free Tibet」字樣的布條，並揮舞雪山獅子旗，抗議中國統治西藏、爭取西藏獨立。
2005年4月10日，當中國總理溫家寶訪問印度科學理工學院時，突破安全管制，攀上一幢大樓的陽台，在陽台上懸掛標有「Free Tibet」字樣的布條、散發要求中國撤離西藏的傳單、並揮舞雪山獅子旗。
2008年2月17日，發表重返西藏声明，宣布參加西藏人民大起义运动。

## 文藝創作
1. 詩集《Crossing the Border》：1999年，丹增尊珠。
2. 詩文集《Kora: A story and Eleven Poems》：2002年，丹增尊珠。
3. 詩文集《KORA-Combat pour le Tibet》（法文版）：2006年，丹增尊珠。翻譯者：Nathalie Bara。出版社：L'HARMATTAN，ISBN 2296004296。
4. 詩文集《KORA》（馬拉雅拉姆語文版）：2007年1月，丹增尊珠。翻譯者：RK Bijuraj。出版社：Fabian[12]。
5. 散文集《Semshook》：2007年3月，丹增尊珠。

## 外部連結

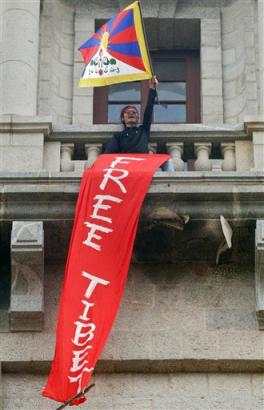
2005年中国总理温家宝访印期间，他在一大楼阳台上悬挂“自由西藏”（Free Tibet）字样的旗帜

- Tenzin Tsundue
- Little Lhasa: Reflections on Exiled Tibet Tsering Namgyal。出版社：Indus Source，ISBN 8188569100。